# Gilgal (Bibel)
Gilgal (hebräisch גלגל ‚Kreis, Steinkreis‘) bezeichnet im Tanach wahrscheinlich mehrere Orte.

## Das erste Lager Israels
Im Buch Josua wird Gilgal in 4,19–20  als erste Lagerstatt der Israeliten nach dem Einzug in das gelobte Land erwähnt. In Josua 9,6  und 10,6ff  befindet sich dort Josuas Standquartier. Dieser Ort wurde Ende des 19. Jahrhunderts fünf Kilometer ostsüdöstlich von Jericho lokalisiert. Die byzantinische Tradition verortet dieses Gilgal allerdings zwei Kilometer nordöstlich von Jericho.

## Der Kultort
Für den in den Erzählungen von Saul, Samuel und Elija sowie bei den Propheten Amos und Hosea oft genannten Kultort Gilgal wurde – neben derselben Lokalisierung wie für das Lager Josuas – eine andere Stelle vorgeschlagen, die zwölf Kilometer nördlich von Bet-El und fünf Kilometer ostsüdöstlich von Sichem liegt.

## Ortstraditionen
„In Gilgal stellte Josua die zwölf Steine auf, die man aus dem Jordan mitgenommen hatte.“ (Josua 4,20 ) Diese sollten die Israeliten stets daran erinnern, wie JHWH sie trockenen Fußes durch das Schilfmeer und durch den Jordan geführt hatte (Josua 4,21–23 ).
In Gilgal wurde Saul zum ersten König Israels gewählt (1 Sam 11 ).
Die frühen Schriftpropheten Amos und Hosea hingegen kritisierten die Kultorte:

„Doch sucht nicht Bet-El auf, geht nicht nach Gilgal, zieht nicht nach Beerscheba! Denn Gilgal droht die Verbannung und Bet-El der Untergang.“

„Kommt nicht nach Gilgal, zieht nicht nach Bet-Awen hinauf! Schwört nicht: So wahr der Herr lebt!“